# 恭送聖跡
恭送聖跡：俗稱送字紙灰，係將焚化之紙灰收集打包裝箱進行海拋儀式。每年農曆6月24日關聖帝君聖誕及農曆9月9日禮斗消災法會時，大家都會舉行恭送聖跡儀式，祭拜祖先。這時過程非常隆重，平常難得一見。